# Deli-HTL
HTL, voorheen Deli-HTL, is de naam voor een bedrijf dat sinds 1986 onderdeel uitmaakt van de Amerikaanse Universal Leaf Tobacco Company (ULTC).
De afkorting HTL staat voor Homogenized Tobacco Leaf en geeft aan dat het bedrijf tabaksverwerkende activiteiten ontplooit. Het is de naam van het bedrijf waarmee de Deli Maatschappij in 1959 is samengegaan.
HTL is sinds 1959 gevestigd te Eindhoven, waar het zich bevindt aan de kanaaldijk Noord. Het vervaardigt, als toeleverancier voor de sigarenindustrie, binnen- en buitenbladen voor diverse typen sigaren. Sinds 1996 levert het ook aan de sigarettenindustrie. Het is het enige tabaksverwerkende bedrijf dat Eindhoven nog bezit.
HTL werkt nauw samen met het Duitse bedrijf DHT dat in Hockenheim gevestigd is en dat ook tot de Universal Corporation behoort. Sinds enkele jaren is zelfs sprake van een enkel bedrijf met de naam HTL-DTL, ook wel HTL & DHT.